# Ricardo Polegar
Natural de Marília, (cidade situada na região Centro-Oeste Paulista, distante 443 quilômetros da capital do estado), Ricardo de Oliveira Costa (as vezes, chamado também como Ricardo Costta ou Ricardo Maia), nasceu em 30 de julho de 1970 e tem registrado como pais Márcia Aparecida Ribeiro Costa e Joroabe de Oliveira. Conforme informou em uma Live (videoconferência) de 2 de outubro de 2020, mesmo tendo frequentado igrejas evangélicas e centros espíritas, sua orientação religiosa é o espiritualismo. Sua família sempre foi de situação bem humilde.
Tanto pela situação social da família quanto pelo temperamento instável, explosivo, impulsivo e autoritário, Ricardo não teve visibilidade no meio estudantil, vindo a ser um aluno mediano e reprovando alguns anos escolares, até vir a largar os estudos. Outro fator que contribuiu para sua inexpressividade estudantil foi que sua família constantemente se mudava durante sua infância (chegou a morar em várias cidades dos estados de São Paulo, Rio de Janeiro e Espírito Santo).
Segundo relato do próprio Ricardo em sua rede social, descobriu aos 5 anos que aquele que chamava de pai não era seu pai biológico. A crença é de que Ricardo seria filho ilegítimo de um "fazendeiro muito rico" e sua mãe teria sido empregada de sua fazenda.
Em meados de 1984, o apresentador e empresário Gugu Liberato (que se desdobrava entre sua carreira televisiva e também comandava programas nas rádios América - hoje Canção Nova -, comandando o Viva Feliz e Capital, transmitidos por diversas emissoras de rádio do Brasil), inspirado no sucesso avassalador da Boy Band porto riquenha Menudo, criou a Produtora Promoart e lançou o grupo Dominó (1984-2009) durante o programa Viva a Noite.
Com o impacto da onda Boys Band, Ricardo decide buscar fama e (através de declarações confusas em seu blog e depoimentos em rede social) teria iniciado sua busca pelo estrelato em meados de 1986/87 participando de vários processos seletivos de emissoras. Mesmo tendo ido fazer teste para outro programa (Eu Quero Ser Artista), acabou sendo redirecionado para participar como figurante no programa Viva Noite da antiga TVS (atual SBT) e após isso vindo a ser chamado esporadicamente (a partir de 1987) para participar trabalhando como ajudante e animador de palco da caravana Viva Noite. Foi desempenhando esta função que conheceu Gugu e acabou se aproximando e estreitando laços com o apresentador.
Em declaração feita pelo próprio Ricardo, seu contato com Gugu iniciou intensamente aos 16 anos, vindo a render jantares, passeios e presentes por parte de Gugu. Em 1988 Gugu idealizou a formação de uma segunda Boy Band e, para se diferenciar do Dominó, os integrantes portariam instrumentos (em programas de auditório, o baterista Ricardo tocava apenas um prato, em vez da bateria inteira). Gugu criou então o grupo Garotos da Cidade através da mesma produtora Promoart, e convidou seu então “amigo”, Ricardo, juntamente com outros 4 integrantes selecionados pessoalmente por Gugu, iniciando sua vida musical atuando como baterista. Após 6 meses o grupo viria a mudar seu nome, vindo a adotar o nome Polegar ainda em 1988/89 e duraria mais 5 anos (segundo relato do próprio Ricardo). Uma curiosidade é que as músicas não eram de autoria de nenhum dos integrantes mas sim de um grupo mexicano de nome Timbiriche, começou em 1982 e se desintegrou em 1994.
Utilizando-se da mesma estratégia aplicada no grupo Dominó, Gugu insere o grupo Polegar no programa Viva a Noite levando a Boy Band a conquistar vários recordes de venda em 1989. Nisso Ricardo já teria seus 19 anos e o despreparo financeiro, imaturidade e impulsividade o levam a gastar inconsequentemente todo seu cachê. Carros de último tipo, Jet Skis, baladas e mulheres acabaram se tornando itens vitais em suas prioridades.
No mesmo ano (1989) Ricardo teve um suposto relacionamento com a apresentadora Mara Maravilha que durou aproximadamente 8 meses. Mara desmentiu o fato mas, aparentemente, nesta época, Ricardo teria levado Mara ás pressas para o hospital mediante um “aborto espontâneo”. Mara declarou que realizou sim um aborto proveniente de um relacionamento de pouquíssimos meses de um rapaz de nome “Antônio”. Ricardo não desmentiu que ele mesmo poderia ter sido o pai.
Com visibilidade nacional, o temperamento agressivo e abusivo de Ricardo é exposto e publicado em inúmeras mídias como é o caso relatado na revista Amiga de 27 de Outubro de 1992 onde o então diretor artístico da Promoart, Luiz Carlos Fernandes relatou que “esse garoto (Ricardo) vive aprontando. Além dos problemas já conhecidos pela imprensa, Ricardo brigou de soco com Alan (outro integrante do Polegar), agrediu o segurança de Roberta Miranda e ameaçou pegar de faca o segurança de um hotel. Agora atacou (pelas costas) nosso funcionário Luiz Alberto Pereira, motorista e responsável pelo Polegar em Shows”.
Na ocasião, o diretor da Promoart foi entrevistado enquanto fazia um Boletim de Ocorrência contra o próprio Ricardo na 7ª Delegacia de Polícia de São Paulo devido essa agressão e ainda relatou que o artista era “maluco, gosta de escândalos e, entre outras coisas ‘já foi advertido (anteriormente) 15 vezes por atrasos em compromissos. [...] Assim como Luiz Alberto, os músicos Marcelo, Alan, Alex e Andrezinho, do Polegar, também tem queixas de Ricardo, com quem nem conversam mais [...], ‘na verdade, eles não querem mais Ricardo no grupo...”.

Boatos no YouTube dão conta que, durante o auge do Polegar, Ricardo ficava na porta de colégios de Mogi das Cruzes com “carrões” paquerando meninas. Reportagens também da Revista Amiga informam que Ricardo foi preso praticando rachas de carro, tendo sido encontrado uma arma no carro.
Mesmo diante de inúmeros casos relatados (e mesmo os não divulgados), Gugu consegue manter Ricardo no grupo. O que motivou Gugu a não afastá-lo ainda é caso de especulação.
A partir de 1992 (devido fama e visando maior visibilidade) os integrantes do grupo polegar são chamados para participar de alguns filmes, contracenando com outros atores, cantores e apresentadores brasileiros. É neste mesmo ano (19 de agosto) que nasce sua primeira filha, Priscilla Lopes Zaborszky Costa, filha de Aryadne Lopes Zaborszky Zabor.
Com incentivo de Gugu (que já previa o fim do grupo), Ricardo finaliza o ensino médio e, supostamente, em 1993 conclui o curso de Ator, vindo a participar de poucas peças.
Em 1994 o grupo Polegar é extinto pela primeira vez. Alan Frank passa em medicina, vindo a se tornar médico oftalmologista, já tendo trabalhado também como oficial da Aeronáutica.[carece de fontes?] Denis Schlang Alves (irmão de Alan Frank) se formou em direito e atualmente é delegado e professor universitário na cidade de Concórdia (SC), ainda atuou como oficial da Marinha. Marcelo Souza seguiu a carreira de Advogado. Bem-sucedido, ele mantém um escritório na cidade de Barueri (SP), que conta com filial na Europa. Alex Gill permanece no meio musical, sendo reconhecido como multi-instrumentista, compositor e produtor musical. Rafael Ilha permanece como ator, cantor, músico, apresentador e repórter.
Ricardo ainda relata ter iniciado seus estudos em direito no ano de 1994 na Faculdade Brás Cubas (de Mogi das Cruzes) e que teria finalizado em 1999/2000 pela UNESP, unidade Presidente Prudente. Tal informação é duvidosa pois não há registro de sua aprovação no processo seletivo na Faculdade Brás Cubas, muito menos o registro de conclusão junto á UNESP. Outro detalhe é que a unidade da UNESP de Presidente Prudente não oferece nenhum curso na área de Humanas (sendo assim, não há o curso de direito na UNESP de Presidente Prudente) Já em seu Instagram, Ricardo informa ter concluído seus estudos em 2000 pela UNOESTE, onde também não há registro algum de emissão de diploma. Mas, a comprovação crucial é constatada no site da UOL referente sua candidatura à vereador em 2012 na cidade de Mogi (SP) onde o Grau de Instrução informado é “Ensino Médio Completo” e não “Superior” (ver Print logo abaixo). Mesmo não possuindo comprovação (diploma), Ricardo continua afirmando ser advogado.
Não há registros expressivos entre os anos de 1994 a 2002, vindo somente a desempenhar funções de pouca visibilidade como locutor de rádio, “diretor” de eventos, aparições durante a madrugada em programas de televisão... Tudo isso enquanto tentava se estabelecer entre Presidente Prudente e cidades do ABC Paulista. O único fato mais relevante deste intervalo é o nascimento de sua segunda descendente Larissa Rosas Perine Oliveira Costa em 1997, filha de Leda Marta Perine Rosas.
Em 2003 Ricardo supostamente começa a estudar violão e guitarra para o relançamento do grupo. Em 2004, Alan, Alex e Ricardo se reuniram com seu amigo Fernando Kitagawa (professor de música, bateria e produtor musical) aproveitando o revival dos anos 80 e retomam o grupo Polegar. Gravaram um novo disco com suas principais músicas em novas versões e fizeram participações em programas de tv. Mais uma vez, em 2005, a banda sai do negócio e cada membro de volta para seguir suas carreiras paralelas
No dia 13 de agosto de 2003 Mara Maravilha participou de um quadro no programa SuperPop (Rede TV) no qual declarou que seu contato com o ex-polegar (falado anteriormente) tinha sido um lance passageiro, negando também que Ricardo a tivesse levado para o hospital quando teve um aborto espontâneo. No dia posterior, convidado pelo programa, Ricardo compareceu ao programa para dar sua versão. Ele não quis falar sobre a história do aborto, mas levou recortes de jornais da época para provar fatos sobre o namoro (8 meses segundo ele). “Não entendo por que ela nega uma relação que foi tão legal”. É sabido (através de fragmentos de conversas em rede social com outro ex-Polegar) que Ricardo moveu processo judicial contra a emissora (motivo pelo qual não aparece mais na mesma), mas não se sabe em quais termos e nem o que o teria feito desistir de seguir em frente com a ação.
Ainda em 2005, com o segundo término do grupo Polegar, Ricardo tenta formar uma nova Banda, aonde todos os integrantes foram encontrados em uma rede social (extinto Orkut). O estilo da Banda Cover tocava músicas nacionais que fizeram sucesso nos anos 80/90/2000. Mesmo com músicos profissionais a única música autoral (Toque Pink) não fez sucesso e a banda chegou a tocar em diversas boates LGBT mas não durou muito. A letra da música possivelmente instiga à mudança de sexualidade com refrãos como:
"Não se arrependa de nada
Essa vida é um jogo também
Tente uma outra jogada
E multiplique a vontade por cem
Você vai se descobrir,
Vai querer investir,
Na felina que se esconde em você"

Dados apresentados pela UOL informando o Grau de Instrução de Ricardo como sendo Ensino Médio Completo.

Segundo próprio relato (em seu blog pessoal) Ricardo diz finalizar o curso de gastronomia em 2006, com incentivo de Gugu. Assim como o “curso de Direito”, este também não tem comprovação. Em Instagram e vídeo, Ricardo informa ser Anhembi Morumbi a instituição cursada, mas este curso (bem como o de Direito) também não foi citado no momento de sua candidatura, segundo site das Eleições de 2012 da UOL.
Em julho de 2007 Ricardo comparece ao programa de Márcia Goldschmidt (Rede Bandeirantes) expondo estar passando por necessidade e que queria “trabalhar, fazer show, montar banda” ou trabalhar na TV, ou mesmo em restaurante. Durante o programa, emitido ao vivo, um tal “Márcio” (se dizendo amigo a 17 anos de Ricardo) liga para o programa e fala que não sabia que Ricardo estava passando por tal situação e que, inclusive, chamaria a banda do Ricardo (Banda Orkut) para se apresentar em seu bar. O programa não está completo e foi publicado parcialmente no YouTube.
Gugu deixa o SBT e estreia na Record no dia 30 de agosto de 2009. Nesta nova emissora Gugu tenta trazer Ricardo para mídia, mas só consegue algumas breves aparições. Nada de substancial ocorre entre os anos de 2006 e 2011, exceto pela única união “formal” dele com a advogada Anna Cristina Farina Gatolini. Deste casamento nasce seu terceiro descendente (João Pedro) em meados de 2009. O relacionamento, como era de se esperar, não dura muito, mas (para a infelicidade tanto de Ricardo quanto para a criança), gera um compromisso que futuramente viria a acarretar muita dor de cabeça para Ricardo, inclusive prisão por não pagamento de pensão.
Em 2011 Ricardo abriu um restaurante situado à rua Francisco Franco, nº. 130, Centro de Mogi das Cruzes, bancado pelo apresentador Gugu que financiou toda a obra, os equipamentos e os móveis; nomeia como “Rico Sabor” e começa a atuar efetivamente como Chef de Cozinha. Ainda nesta mesma época, Ricardo tem seu nome vinculado a uma casa noturna de nome Glass Club (não se sabe se como único dono ou mesmo como um dos sócios). Na época a balada era sediada á rua Basílio Batalha, nº. 149, Vila Vitória. A mesma permaneceu neste endereço até meados de 2013, mudando para nova localização (2,6 km dali). Na página em rede social não há fotos no novo local, somente a página foi criada em 2016 e abandonada.
Em 2012 perde a eleição para o cargo de vereador na cidade de Mogi das Cruzes pelo Partido Progressista sob o número 11.999, tendo recebido somente 0,02% dos votos apurados (41 de 234.610 votos). Confirmando especulações anteriores, segundo o site da UOL, Ricardo informou seu Grau de Instrução como “Ensino Médio Completo”. Mesmo de posse de carros, motos e restaurante, o Total de Bens Declarados para a Justiça Eleitoral em 2012 foi de R$ 70.000,00.
“Se coloca no meu lugar, um cara que fez tanto sucesso, se deu bem, mas que, por algum motivo do destino, não deu sorte...”. Contando somente com “sorte” e a fama adquirida da época do Polegar, Ricardo não consegue manter o restaurante e fecha o estabelecimento em dezembro de 2013 culpando o antigo proprietário pela falência (após Ricardo vender o local o novo proprietário inaugurou ali um restaurante oriental que continua funcionando até hoje, desmentindo a falsa acusação sobre o lugar não ser lucrativo). Sem condições de se manter na cidade, o ex-músico resolveu se mudar para a cidade natal da então namorada, Carina Pimenta. Resolveram morar juntos para “diminuir os custos de aluguel”. De dois aluguéis de R$ 2.500, eles passaram a um de R$ 1.700.19 Uns três meses após se mudarem o relacionamento acabou (abril de 2014). “A namorada foi embora e as dívidas se acumularam” constatou a repórter Camila Busnello para o programa Domingo Espetacular da rede Record (exibido em 24 de abril de 2014).
O que não foi divulgado é que Ricardo já tinha dívidas em Mogi das Cruzes e, com a mudança, os credores ficariam sem informações suas. Fato que comprova isso é o processo 1005649-88.2015.8.26.0361 de 2015, que será abordado mais adiante.

Ricardo Polegar acusa Carina de ser a causa de seus problemas financeiros

Carina relatou em diversas entrevistas a difícil convivência com o temperamento de Ricardo, dizendo que “Não aguentava mais as ameaças [dele], pois sempre fui eu que paguei o aluguel, mesmo quando morava com ele. Vim com ele para recomeçar minha vida em Taubaté, mas ele não reagia. Nesses três meses, eu pedia pelo amor de Deus para ele arrumar um trabalho, mas ele dormia até às 14h ou mais [...] Cheguei a vender meu carro, moto e casa para tentar impedir a falência do restaurante, mas sem trabalho acabou meu dinheiro também. [Mesmo com o fim do nosso relacionamento], ainda devo no banco e tenho dois filhos, uma menina de 16 anos (Ketrin) e outro de 5 (Nicolas) [...] Minha filha está trabalhando desde fevereiro [de 2014] como caixa num restaurante de Taubaté para ajudar. Com o último dinheiro, foi pago o aluguel e feitas as compras para casa”. Carina ainda relatou que Ricardo 'vive do passado'. "Como o Gugu o ajudou a abrir o restaurante achava que o Gugu sempre tinha que o ajudar... via ele ligar quase toda semana para o Gugu para pedir dinheiro. Ao invés de ir procurar emprego, ficava o dia todo [em sua rede social], falando com fãs”. Ricardo não queria vender o seu veículo (Santa Fé, R$ 190 mil) e sua moto (Suzuki Boulevard m800, R$ 25 mil). "Nunca vi o Ricardo pedir um emprego para ninguém... chegaram a oferecer pra ele empregos que pagariam cerca de R$ 1,500 e R$ 2 mil, mas achou que era pouco", completou Carina.
O motivo que a fez tomar a decisão de se separar de Ricardo foi a perda da paciência: “Só abri meus olhos um dia antes de fazer dois anos de namoro. Enxerguei que estava sendo sugada e acordei. Ele me ameaçou por diversas vezes. A última foi sábado durante um jantar, quando disse que iria me quebrar. Briguei muito para ajudá-lo, mas cheguei em um ponto em que eu é que estou precisando de ajuda”. "Ele disse que não sairia da casa que eu pagava o aluguel. Então, tomei coragem e saí no sábado. Ele precisa de um emprego”. “Usei os últimos R$ 10 mil para pagar três meses de aluguel adiantado, que vão vencer em 15 de maio". Diante da situação, Ricardo pediu novamente ajuda em rede social fazendo várias acusações contra Carina, que publicou foto e afirmou... "Ricardo, você está sendo ridículo. Você sabia que tínhamos três meses [de aluguel pago]. Não acreditou que eu teria coragem [de expor a verdade]. Você fez uma carta para mim [agradecendo o empréstimo]...". Carina deixou bem claro para os fãs que ela ofereceu ajuda ao ex, mas ele recusou. "Você não foi abandonado. Eu e minha tia Helena, de Taubaté, oferecemos ajuda", disse. Na época da reportagem, Carina estava morando de favor em um cômodo da tia, e durante entrevista ao Domingo Espetacular ela conta que o tinha chamado para morar neste cômodo pagando R$ 350 e até chora ao ler a carta deixada por Ricardo. Em fevereiro de 2020 Carina anunciou em sua rede social que casou e se mudou para São Paulo (SP), atendendo agora pelo nome Carina Pereira Matoszko.
Em novembro de 2013, Ricardo se trancou por 6 dias dentro de sua casa em Taubaté. Denúncias de um possível óbito de Ricardo levaram o corpo de bombeiros a arrombarem a porta de sua residência (já que o mesmo não estava atendendo justamente em razão de um possível falecimento). A justificativa seria de que estava passando por nova crise.17 Ricardo tratou a ação do corpo de bombeiros como vandalismo em suas redes sociais.

Café Vila Rica, estabelecimento fixo de Ricardo em Taubaté (Foto: Reprodução/GoogleMaps)

Devendo mais de R$ 120 mil, risco de despejo do restaurante de Taubaté marcada para 25 de abril de 2014 e pensões alimentícias atrasadas há 4 meses, Ricardo chegou a escrever textos depressivos ameaçando se matar e dando a entender que os culpados por não ajudá-lo seriam Gugu, Rodrigo Faro e o diretor Walter Wanderley (vulgo “Goiabinha”)... "No calor da emoção e também no desespero passam muitas coisas na cabeça. A gente fica fora de si. Já passou por minha alma essa fraqueza, sim". “Coloquei aquilo ali como um anúncio [...] Não quero me fazer de vítima, mas minha situação é crítica”. Relatou estar sem dinheiro para pagar o aluguel do restaurante que mantinha em Taubaté (SP) e, sozinho na cidade e sem apoio, não conseguia nem voltar para sua cidade, Mogi das Cruzes. O ex-Polegar chegou a pedir dinheiro e se comprometeu a devolver o "empréstimo" dos amigos. “Não sei o que fazer. Devo no banco, devo prestação do meu carro, devo pensão [e aluguel] e não sei como reabrir meu restaurante novamente. Estou muito mal e triste morando sozinho numa cidade que não conheço ninguém. Se alguém acreditar em mim e puder me emprestar ou ser meu sócio no restaurante, por favor, me liguem.”
Ricardo até chegou a publicar fotos de comprovantes de depósitos feitos pelos fãs. Na legenda das imagens, ele escreveu "só tenho agradecer essa atitude e prometo devolver assim que tiver a oportunidade pelo empréstimo". Até a atualidade, o dinheiro não foi devolvido e sequer o assunto de devolução voltou a ser abordado.
Ricardo até acusou seus antigos colegas e conhecidos por não o ajudar. Ao saber da situação Rafael Ilha resolveu se pronunciar. "Vocês sabem melhor do que ninguém que de seis em seis meses ele fala que vai se matar, não é?! Basta você pesquisar, que vai ver o que eu estou dizendo... Necessidade passa quem não corre atrás, certo?! Tive meus momentos bons, mas também fui dependente 15 anos, perdi tudo... Parei, corri atrás de várias formas e, graças a Deus, fui grandemente abençoado depois... Como que um cara que não trabalha quer andar de [carro] Santa Fé? Como que não trabalha e aluga casa grande em bairro chique? Nunca dei o passo maior do que minhas pernas. Ele é um cara bom, mas é muito carente de atenção, e nos seus 44 anos foi muito mimado, e se acomodou", criticou. Alex Gill, outro ex-integrante do grupo, afirmou que não poderia ajudá-lo por não ser "empresário e nem milionário".
Ao conceder entrevista ao programa Domingo Espetacular da Record em 24 de abril de 2014 sobre sua situação, a matéria mostrou a bela casa, o carro de alto padrão e a moto esporte na garagem. Em entrevista, Ricardo afirmou: "Tenho, sim, um carro que custa R$ 56 mil, de 2008, e que foi financiado em setembro de 2013. Paguei somente quatro prestações, que estavam no débito automático [e ainda devo 44 prestações]. Moro em uma casa com três quartos e com piscina. Mas foi a casa que, na época, achamos sem burocracias para alugar, pagando três meses adiantado". (Como já visto aqui anteriormente, os referidos meses adiantados foram quitados por sua ex Carina). Ainda durante a entrevista, não admitiu falha alguma de sua parte ao falir seus comércios e sobre não ter contato com a própria mãe há mais de 15 anos “Eu e minha mãe, a gente teve bastante percalços nessa vida. Sempre fui um cara meio rebelde” (estranhamente Ricardo não mostrou foto da mãe no programa pois não guarda nenhuma foto da mesma).

Ricardo volta a trabalhar produzindo tortas.

Com esse pedido pela internet, Ricardo arrecadou cerca de R$1.120, recebeu outros R$ 3.000 de amigos próximos e pagou o aluguel de R$ 1.700, além das contas de água e luz da casa. Ainda no primeiro semestre de 2014, Ricardo começou a produzir e vender tortas de frango e goiabada acompanhados por suco de maracujá por R$ 15,00. Na época recebeu ajuda da televisão.
Neste mesmo tempo, em suas andanças ao supermercado conhece a promotora de vendas Sidiene Santos Pedro Magro (autodenominada Sindy Magro). De família extremamente humilde e necessitada, Ricardo anuncia ser ela advogada. Sidiene realmente prestou processo seletivo em meados de 2004 e foi aprovada na UNITAU, mas desistiu do curso após ter sido reprovada pela terceira vez, nunca indo além do primeiro ano. Em dezembro de 2013 presta novamente vestibular na mesma instituição para iniciar seus estudos em Psicologia mas, desta vez, não chegou sequer a cursar um dia. Nesta época, Ricardo declarou em entrevistas que além da dívida com o aluguel e prestação do carro e moto, ele não pagava a pensão alimentícia dos três filhos, de 23, 17 e 5 anos desde dezembro.
Dia 2 de junho de 2014 Ricardo coloca em sua rede social um anúncio para vender sua moto, uma Suzuki Boulevard 2011, pelo preço de R$ 28 mil. Algumas semanas depois, Ricardo finalmente consegue vender o restaurante de Mogi das Cruzes que ganhara de Gugu em 2011; “Só recentemente consegui repassar o restaurante, mas muito abaixo do valor de mercado”. Com o valor, Ricardo abriu uma minúscula lanchonete de nome “Café Vila Rica”, situado na rua Juca Esteves nº. 107, Taubaté (SP).
Em setembro de 2014 o grupo Polegar anunciou retornar com apenas 3 integrantes e Ricardo faz um barraco em sua rede social acusando não ter sido convidado. Alex desmentiu as acusações explicando “Pessoal, é o seguinte, Ricardo foi convidado e não quis, mandou até resposta grosseira pros meninos...”. Após a resposta de Alex, Ricardo editou seu post original na sua rede social, reforçando as acusações aos ex-companheiros de grupo. Um mês depois o grupo Polegar retornou com comemoração de 25 anos com os ex-integrantes do Grupo Polegar (Ricardo teria voltado atrás em sua decisão a aceitado fazer parte do grupo). O grupo se apresentou em alguns programas de TV e anunciou a gravação de um DVD comemorativo em 2015, mas encerraram suas atividades após quatro meses. A justificativa do cancelado foi a falta de patrocínio.
No final do ano de 2014, após uma sequência de crises financeiras, de forma inexplicável, Ricardo arrecada e investe R$ 165 mil no negócio de Food Trucks, sendo R$ 70 mil na aquisição do ônibus que comprou de um amigo para trabalhar na cidade de Taubaté-SP (a Suzuki Boulevard foi dada como parte do pagamento). “Vi que a cidade tem uma cultura de lanche. Existem mais de 300 carrinhos. Chego a vender 60 lanches em um sábado e já conquistei clientes fiéis”, contou. Em outra versão, Ricardo diz ter “ganho” o Food Truck de um amigo. Na época, Ricardo ainda devia, mas preferiu não quitar suas dívidas de R$ 85 mil para o banco e dois meses de pensão para cada um de seus filhos, já tendo atrasado anteriormente em seis até meses as pensões. Das duas versões contadas, a correta não se sabe, mas, somente tendo ganho por presente (transação sem movimentação de renda), Ricardo ficaria livre de quitar suas dívidas. Quem seria a alma caridosa que poderia tê-lo ajudado?!!
Em 26 de maio de 2015, em Mogi das Cruzes, a Justiça expede um processo (1005649-88.2015.8.26.0361)90 que solicita cumprimento voluntário da obrigação, no prazo de 3 (três) dias. Dessa vez, a cobrança é por inadimplência com o Banco Bradesco. Após 7 meses é expedido o mandado (361.2015/050858-9) sob pena de bloqueio e penhora de bens e, até a atualidade, os advogados do Banco Bradesco continuam tentando reaver os valores, fato extremamente difícil pois, de 2015 a 2018 Ricardo mudou para mais de 7 endereços diferentes em cidades diferentes. Esse processo é devido o não pagamento do veículo Santa Fé citado anteriormente.
Aos 13 dias de julho de 2015 nasce o quarto descendente (este, com Sidiene Magro). Por causa de problemas no parto, o menino João Ricardo precisou ser internado na UTI neo-natal do Hospital Universitário de Taubaté (SP) por 17 dias. O bebê estava sem respirar e arroxeado na hora do nascimento. “Fiquei desesperado, achei que ele tinha saído sem vida, mas não comentei nada com a minha mulher”. No hospital, os pais foram informados de que o cordão umbilical do bebê havia sido rompido. Apesar da preocupação o pai comenta “Até as entradas no cabelo são como as minhas”. A criança foi assistida pela Casa da Mãe Taubateana por 2 anos para averiguar as sequelas.
Em 7 de setembro de 2015 Rafael Ilha publica seu livro "As Pedras do Meu Caminho", livro no qual Rafael conta das dificuldades vividas por ele durante sua vida. Ricardo mal é citado no livro.

Ricardo Polegar aparece em maca de hospital apresentando os hematomas sofridos.

Em 7 de agosto de 2016 Ricardo se envolve em briga com Carlos Augusto Santos Magro (irmão de sua então namorada, Sidiene). As brigas em família começaram logo no início do relacionamento; de acordo com o advogado, Ricardo teria tentando impor regras à família, como um rateio das despesas na casa da sogra, onde moram mais de cinco pessoas da família. O maior agravante foi que “uma semana antes da briga teve um desentendimento entre Ricardo e Christian Felipe (sobrinho tido como filho por Carlos Augusto). Ricardo começou a hostilizar e humilhar Christian em alta voz no local onde o jovem trabalhava (Supermercado Nagumo) por causa do corte de cabelo do rapaz... “ele falou que o moleque tinha cabelo de maloqueiro, pobre, era feio. O Cris ficou triste” afirmou Carlos Augusto.
Irritado, o cunhado de Ricardo e foi de ônibus até o food truck do ex-Polegar munido de um “cabo de enxada” para tirar satisfação sobre o que ocorreu no mercado. Segundo depoimento em mídia e até do próprio advogado de Carlos Augusto, este teria entrado no food truck em torno das 22h e deu uma paulada no braço e nas costas de Ricardo, e saiu correndo. Nisso Carlos ouve vozes dizendo “pega, pega” e constata que Ricardo e mais 3 comparsas corriam atrás dele com facas. Carlos Augusto se virou e desferindo golpes com o pedaço de pau para se proteger; ao acertar Ricardo, este desmaiou, derrubando a faca que estava com ele. Com medo, Carlos Augusto levou a arma consigo, jogando-a no telhado de uma casa em um bairro próximo. Ao chegar em sua casa, constatou que a facada de Ricardo havia atingido sua mão. Em 12 de agosto Ricardo recebe alta do Hospital Regional de Taubaté e dá versão diferente, inclusive que foi atacado por 2 agressores e até mesmo que desconhecia o agressor. A agressão lhe rendeu três meses sem trabalhar mas, mesmo assim Ricardo não compareceu à audiência (marcada para 14 de março de 2017). Após o ocorrido Ricardo novamente pede ajuda financeira na mídia e redes sociais.
Em 6 de junho de 2016 é expedido um Mandado de Busca e Apreensão em Alienação Fiduciária (Processo 1007239-50.2016.8.26.0625, Mandado nº: 625.2016/034717-8).
No dia 28 de agosto de 2016 (somente 2 semanas após sair do hospital), Ricardo é entrevistado por Geraldo Luis no programa Domingo Show. No programa Ricardo aparece com o rosto cheio de hematomas contando sua versão dos fatos.
Em 23 de setembro de 2016, poucos dias após o término de seu relacionamento com Sidiene (a qual levou junto o filho João Ricardo), Ricardo anuncia novamente em rede social que pretende se suicidar. “Não estou bem. Sofro pela ausência do meu filho [...] Vou fazer uma loucura [...] Hoje vai ser meu último dia de vida, mas vai pagar por isso justo”. Sob essa ameaça, a ex-namorada acaba retornando.
Dia 23 de Fevereiro de 2017 a Justiça teria ordenado o pagamento da pensão atrasada no prazo de três dias sob pena de prisão. Mesmo assim, os débitos não foram pagos. “Nós tentamos várias negociações, mas sem êxito. Ele não pagou o acordo e a dívida é corrente. É a lei quem define, ele pode ir para a cadeia. Ele deveria ter levado isso como prioridade”, explicou o advogado de Anna Cristina Farina Gatolini. Durante audiência no dia 16 de março entraram em novo acordo.
Em 1 de março de 2017, com R$ 160 mil em dívidas, Ricardo coloca o food truck à venda na web (por R$ 145 mil). No anúncio, ele destaca que precisa vender o veículo com urgência para quitar as contas atrasadas (o medo maior é devido uma audiência no dia 16 referente a pensão do filho de 9 anos, que soma um débito de R$ 12 mil e poderia levá-lo à prisão). Ele também colocou à venda sua Santa Fé, ano 2007, avaliado em cerca de R$ 40 mil.

Mãe de Ricardo não vai ao palco, mas grava vídeo de sua casa no Rio.

9 de abril de 2017, Ricardo vai até o programa "Hora do Faro" para pedir ajuda antes de cometer outra loucura, "até mesmo suicídio": "... De tudo que eu ganhei no Polegar, não sobrou nada. As dívidas apertaram de uns seis anos para cá”. Rodrigo Faro ainda tenta realizar aproximação entre Ricardo e sua mãe (Márcia) mas, após 20 anos afastado dela, somente consegue com que ela faça um vídeo, não indo ao palco devido a mágoa confirmando que Ricardo ainda teria “muito trabalho para sarar essa ferida”. Ele ainda diz que vai visita-la, já que é sua obrigação (como filho), a visita nunca ocorreu.
Mesmo recebendo a quantia de R$50 mil de Rodrigo Faro, Ricardo descumpre acordo e é preso em 27 de junho de 2017 após deixar de pagar 26 pensões para o filho de apenas nove anos, de seu relacionamento com a primeira mulher, Anna Cristina Farina Gatolini. A dívida já estava atrasada em cerca de 13,6 mil e o advogado da ex, Hélio Barbosa relatou que entrou com o pedido de prisão depois que o ex-Polegar descumpriu acordo feito em abril. De acordo com a Polícia, o ex-Polegar foi preso em sua casa, no bairro Jardim Ana Rosa, por volta das 6h00 e deixou o “Cadeião da JK”, no centro de Taubaté, por volta das 13h30, após pagar parcela de R$ 500,00.
Em 30 de agosto de 2017, o ex-Polegar Rafael Ilha comparece no programa SuperPop da Rede TV para participar do programa “Máquina da Verdade”, apresentado por Luciana Gimenez. É possível ver (entre os minutos 7:41 e 9:25 do vídeo referenciado aqui) quando Rafael responde para Luciana Gimenez que um certo ex-integrante do grupo, visando se tornar vocalista da banda, chegou a colocar drogas na sua mala. Rafael ainda fala no vídeo que “a justiça divina está fazendo a pessoa pagar hoje em dia de uma forma até cruel”. Todos sabem quem eram integrantes que não cantavam e qual era o único que estava passando por problemas (inclusive, havia sido preso 2 meses atrás).
Em 6 de setembro de 2017, após conseguir evitar por mais de 1 ano os Oficiais de Justiça e, menosprezando Mandado de Busca e Apreensão, Ricardo se dirigiu a um supermercado de Taubaté. O SUV Santa Fé de Ricardo foi identificado pelo Sistema de Vigilância (devido ao cadastro no Gravame junto ao DETRAN) e recolhido pela Justiça. Ao sair com suas compras do estabelecimento é que tomou ciência, não encontrando o veículo. Com a apreensão do veículo, a situação de Ricardo foi parcialmente solucionada, sendo que ele ainda teve que arcar com os custos processuais.
No dia 11 de junho de 2018 Ricardo está em sua casa quando é visitado pelo Oficial de Justiça. O motivo é uma cobrança por falta de pagamento do aluguel da casa que morava. O Processo 1006288-85.2018.8.26.0625 informa que “o réu encontra-se em mora com o pagamento dos aluguéis e encargos desde janeiro de 2018”. Ricardo continuou morando no imóvel e acumulando mais meses sem pagamento até ser visitado novamente por Oficial de Justiça (no início de fevereiro) agora trazendo uma Nota de Desocupação, solicitando “desocupação voluntária do imóvel (artigo 63, parágrafo 1º, alínea b", da Lei nº 8.245/91), bem como efetue o pagamento da dívida (no valor de R$ 15.812,02) no prazo de 15 dias”. O processo recebeu nova numeração (Processo 0001218-70.2019.8.26.0625) e a justiça estava requerendo o Food Truck para pagamento da dívida. Ricardo saiu do imóvel sorrateiramente não informando ninguém que estava se mudando com namorada e filho para uma kitnet afastada, no bairro Alto do Cristo - Taubaté; o veículo ficou por semanas estacionado em localização desconhecida e não sabida sob Mandado de Busca e Apreensão com Gravame junto ao Detran (até ser vendido em outubro de 2020 - detalhes mais adiante). 

Print de declaração feita por Ricardo Polegar para Gugu Liberato (Foto: Reprodução/Facebook)

5 de fevereiro de 2019, antes de vender o ônibus, Ricardo usa novamente as redes sociais para pedir ajuda financeira “Estou com o meu ônibus com dois pneus carecas, um pneu estourado, sem documentação de 2018, devendo aluguel, pensão, luz, água, agiota, fornecedores, não tendo condições de trabalhar”. O pedido de ajuda teve como alvo seu eterno affair Gugu e, com o intuito de constranger o apresentador a ajudá-lo, Ricardo relata vários fatos de encontros, viagens, jantares e, por fim, se declara para Gugu “Lembro de muitas coisas Augusto. Muitas coisas que já fizemos juntos [...] Se errei, peço perdão [...] Não aguento mais tanta humilhação por não ser compreendido por você [...] amor da minha vida”. Assim que prints da declaração vieram a público, Ricardo alterou o conteúdo, mas prints já haviam se espalhado para inúmeros sites. Surgem mais relatos sobre a prática de Ricardo chantagear Gugu em troca de ajuda financeira, inclusive o real motivo de Gugu ter dado o restaurante.
Em 7 de Julho de 2019 Rafael Ilha e Alex Gill fazem um show tributo ao Polegar em São Paulo Os dois músicos sequer convidaram os outros integrantes da banda... “Os outros caras não estão mais na área musical, não têm mais nada a ver com música”, disse Alex Gill.
Em meados de outubro de 2019, Ricardo deu novas declarações para a mídia informando que estava sobrevivendo com ajuda de parentes e vizinhos e devendo para agiotas. “Preciso de um empréstimo de R$ 50 mil para pagar tudo que eu devo e ficar com uma pequena reserva para eu poder me reerguer [...] tudo ia muito bem, só que nos últimos quatro anos, a crise financeira do Brasil fez muitas pessoas montarem as suas barraquinhas de lanches, restaurantes caseiros e eu voltei a quebrar”. De acordo com o ex-polegar, artistas como Latino, Ana Maria Braga, Raul Gil, Luciano Huck, Xuxa, Faustão, Rodrigo Faro e Gugu Liberato lhe negaram ajuda financeira. “Ninguém sequer me respondeu. Pedi até para os meus ex-companheiros do Polegar e nada. O Rafael Ilha se negou a me emprestar R$ 3 mil”.

Ricardo comparece ao velório e enterro de Gugu Liberato.

Em 22 de novembro de 2019 falece aos 60 anos seu eterno protetor Gugu Liberato (após sofrer um acidente em sua residência no dia 20). Ricardo comparece tanto ao velório (28/11) como no enterro (29/11), tecendo infindáveis elogios e chorando copiosamente diante da mídia. Em 14 de março de 2020 (1h00am de sábado), falece sua mãe, dona Márcia (com 70 anos), em uma favela do Rio de Janeiro, após mais de 20 anos sem ver pessoalmente o filho (mesmo Ricardo tendo prometido visita-la no programa da Record). O ex-Polegar sequer posta uma palavra ou foto da mesma.

Momento em que o Jipe é entregue em Taubaté (Foto: Reprodução/Facebook)

Impossibilitado de levar embora os bens da falecida mãe, Ricardo vendeu todos os móveis da mãe por R$ 1.900,00 para arcarem com os gastos por vir. A casa Ricardo trocou com um vizinho por um Jipe, Jipe esse que chegou em sua casa em Taubaté somente em meados de novembro de 2020.
Entre novembro de 2019 e abril de 2020, Sindy volta a exercer seu antigo trabalho como promotora de vendas, desta vez na empresa Serramar, vindo a abordar clientes nos supermercados onde ocorriam promoções da marca. Ela só deixa o emprego devido o COVID.
Em 2020, com pandemia assolando o mundo, Ricardo conseguiu o auxílio emergencial e recebeu as parcelas de junho e julho e se mudou, deixando dívidas para trás. Em agosto, ele e sua companheira intensificaram a venda de tortas (pequena R$ 20,00, grande 28,00). Neste ínterim, devido ao confinamento e contato constante das pessoas em suas casas que a quarentena cobra, Ricardo investe nas habilidades cênicas de seu filho de 5 anos (fato verificado em suas redes sociais), visando retornar de alguma forma ao meio artístico e televisivo.
Como mencionado anteriormente, em meados de outubro de 2020, sigilosamente, Ricardo troca o ônibus por um trailer no valor de R$ 32.000,00 em dinheiro e um carro no valor de R$ 38.000,00 (um montante de R$ 70.000,00). Com a venda/permuta do ônibus, Ricardo (tendo conhecimento prévio do processo 0001218-70.2019.8.26.0625) realiza “eventos damni” infringindo os Art. 593, 615-A, 792 do CPC caracterizando crime de Fraude à Execução.
Devido a baixa procura por seus lanches, Ricardo procura outro lugar e, no final de fevereiro de 2021, Ricardo, abre um trailer de lanches na Av. Brigadeiro Faria Lima, 1150, Jd. Maria Augusta, de nome Super Burgers (o nome não tem nada a ver com “Polegar” ou “Ricardo” para despistar justiça e possíveis credores).
Dia 12 de maio de 2021 Ricardo aparece no programa Melhor da Tarde (Emissora Bandeirantes de Televisão), apresentado por Catia Fonseca.
Aos 08 dias de junho de 2021, Rafael Ilha participa do programa Mais de 8 Minutos de Rafilha Bastos e faz diversas críticas á Ricardo Costa, dizendo que ele "não é gente boa", "Ricardo roubando toalha [...] da Globo",  "pegou o cachê e 'se picou'... 'vazou'...", "é uma pessoa de personalidade e caráter diferente".
Após fim de contrato de locação, Ricardo estaciona seu trailer na Avenida Amador Bueno da Veiga e, na primeira semana de agosto, Ricardo consegue vender seu Jipe por R$ 19.000,00, comprando um Monza azul marinho por R$ 4.500,00 e utilizando o restante para investir no trailer e para pagar 3 meses de aluguel atrasado da casa que ocupa.

Novo trailer em nova localização. (Foto: Reprodução/Instagram)

Ao final do ano de 2021, Ricardo consegue vender seu trailer por uma valor satisfatório, adquirindo outro e vindo a estabelecer este novo na Avenida Itália. Este permaneceu estacionado neste endereço até meados de 2024, quando se muda novamente, desta vez para Av. José Bento Monteiro Lobato, Jardim Gurilândia, em Taubaté; a 2 esquinas de sua casa.
Em 3 de setembro de 2023, Ricardo aparece no programa Silvio Santos no quadro Disputa Musical do SBT juntamente com os antigos integrantes do grupo Polegar, Alex, Alan e Rafael, desafiando o grupo Br'oz. No dia posterior o Polegar visita o Domingo Legal.
A partir de 2024, o ex-Polegar começa a realizar "bolões" junto á Loteria da Caixa Econômica Federal (Mega-Sena).
Na madrugada do dia 6 de abril de 2024, Ricardo posta em suas Redes Sociais que invadiram seu Trailer, subtraindo televisor e panelas.

Fotos de Ricardo portando faca durante Reality A Grande Conquista 2

Em 22 de abril o reality show  A Grande Conquista 2. Mesmo diante dessa grande possibilidade de mudar sua vida, Ricardo consegue ficar somente 4 dias no programa pois o mesmo foi expulso.
O ocorrido foi que, na madrugada do dia 26 para o dia 27 de abril de 2024, Ricardo Costa e Fábio Gontijo protagonizaram uma forte discussão no quarto da casa laranja. O ocorrido teve início quando a cantora MC Mari encontrou uma sunga vermelha molhada em sua cama. A cantora havia pedido para trocar de cama com Fábio após perguntar de quem pertencia a peça de roupa. Em seguida, a dupla começa uma rápida discussão, que se estenderia após Gontijo jogar a sunga molhada em Ricardo, que logo depois partem para um bate-boca. O ex-Polegar deixa o quarto após a briga com o médico e vai em direção à cozinha e pega uma faca, mas é contido por outros participantes. Enquanto os que estavam do lado de fora criaram uma barreira para impedir que ele entre, os que estavam dentro do quarto trancam a porta e solicitaram a expulsão do participante, anunciando para a câmera que a situação passou dos limites. Encerrando a briga, Vinigram reclamou da convivência com Ricardo, assim como os demais competidores.